# Лењи Град
Лењи Град (енгл. LazyTown, исл. Latibær) је дечја телевизијска серија која је произведена у Исланду са глумцима и екипом из Исланда, Уједињеног Краљевства и Сједињених држава. Настала је по Магнусу Шевингу, шампиону гимнастике и генералном директору LazyTown Entertainment. Серија је била веома успешна, емитована је у преко 100 земаља на више језика. Серија има укупно 104 епизоде.

## Радња
Главни лик, Стефани стиже у град и позива своје нове пријатеље Зигија, Стингија, Пиксела и Трикси да буду активни, уместо да остају унутра и играју игрице по цео дан. Њен ујак, неспретни градоначелник Милфорд Минзел зове у помоћ Спортакуса 10, који себе описује као „мало-изнад просечног јунака“. Спортакус надахњује децу да се играју напољу и помаже људима у хитним случајевима, које се дешавају с времена на време. Међутим, док су људи из града били лењи, градом је владао Роби, љут човек који живи у подземној јазбини на ободу града. У већини епизода Роби се маскира и покушава да отера Спортакуса из града заувек како би деца била поново лења.

## Емитовање
Од 2009. године емитује се у позоришту. Такође је направљена серија за млађе под називом LazyTown Extra. У САД Лењи Град се емитује на Никелодиону и Ник џуниору. У Србији, Црној Гори, Босни и Херцеговини и Северној Македонији, серија је премијерно емитована 2010. године на Ултри. Синхронизацију је радио студио . На стриминг сервису HBO Go је 2020. године објављена нова синхронизација серије, коју је радио студио .

## Улоге
| Лик           | Глумац                           | Српски глас (Loudworks)                                            | Српски глас (Sinker Media)                                   |
| ------------- | -------------------------------- | ------------------------------------------------------------------ | ------------------------------------------------ |
| Стефани       | Џулијана Роуз Мауриело Клои Ланг | Ана Поповић (говор) Александра Бијелић Алексијевић (песме)         | Сања Петровић (говор) Ирина Арсенијевић (песме)  |
| Спортакус     | Магнус Шевинг                    | Ненад Ненадовић (говор) Марко Марковић (песме)                     | Лако Николић (говор) Дејан Гладовић (песме)      |
| Зли Роби      | Стефаун Карл Стефаунсон          | Марко Марковић                                                     | Марко Марковић                                   |
| Зиги          | Гудмундур Пор Карасон            | Александра Томић (говор) Марко Марковић (песме)                    | Немања Живковић (говор) Стефан Шљукић (песме)    |
| Стинги        | Јоди Ајшелбергер                 | Андреј Острошки (говор) Марко Марковић (песме)                     | Виктор Влајић                                    |
| Пиксел        | Роналд Бинион                    | Милан Антонић                                                      | Димитрије Цинцар Костић                          |
| Трикси        | Сара Бергес                      | Ивана Александровић (говор) Александра Бијелић Алексијевић (песме) | Марина Алексић (говор) Милена Моравчевић (песме) |
| Градоначелник | Дејвид Мејту Фелдман             | Горан Поповић                                                      | Томаш Сарић                                      |
| Беси Врдалица | Џули Вествуд                     | Јелена Гавриловић                                                  | Ана Франић                                       |